# Arild Sundgot
Arild Gilbert Sundgot (* 17. April 1978 in Ulsteinvik) ist ein ehemaliger norwegischer Fußballspieler und heutiger Trainer. Der Stürmer bestritt in seiner Karriere für IL Hødd und Lillestrøm SK fast 350 Spiele in der Tippeligaen. Mit über 100 Toren für Lillestrøm SK ist er der beste Erstliga-Torschütze in der Vereinsgeschichte.

## Als Spieler
Sundgot entstammt der Jugend von IL Hødd. 1995 debütierte er für den Klub in der Tippeligaen, am Ende des Jahres stieg er mit der Mannschaft jedoch in die zweite Liga ab. 1997 wechselte er zurück in die erste Liga und schloss sich dem Lillestrøm SK an. Zunächst Ergänzungsspieler unter Trainer Even Pellerud, gelang ihm unter dessen Nachfolger Arne Erlandsen in der Spielzeit 1998 der Durchbruch. Parallel spielte er sich in die Jugendnationalmannschaften Norwegens, kam aber zu keinem A-Länderspieleinsatz.
In den folgenden Jahren gehörte Sundgot vereinsintern regelmäßig zu den besten Torschützen des Klubs, der sich vor allem im vorderen Mittelfeld der Liga platzierte. In der Spielzeit 2004 platzierte er sich zudem mit 14 Saisontoren gleichauf mit Olivier Occéan hinter Torschützenkönig Frode Johnsen und Alexander Ødegaard unter den besten drei Torschützen der nationalen Meisterschaft. Mitte Oktober des folgenden Jahres erzielte er sein 64. Erstligator für den Klub, damit zog er mit  Tom Lund, dem bisherigen Rekordhalter bei LSK, gleich. Mit elf Saisontoren belegte er am Saisonende den vierten Rang in der Torschützenliste.
2006 verpasste Sundgot an der Seite von Heinz Müller, Robert Koren, Khaled Mouelhi und Bjørn Helge Riise unter Trainer Uwe Rösler nur knapp seinen ersten Titelgewinn, als er mit der Mannschaft das Endspiel der Royal League 2005/06 erreichte. Dort verletzungsbedingt nicht im Einsatz, verlor die Mannschaft das Spiel gegen den FC Kopenhagen durch ein Tor von Razak Pimpong kurz vor Spielschluss mit einer 0:1-Niederlage. Das folgende Jahr gestaltete sich erfolgreicher. Zwar vor Saisonbeginn im Viertelfinale der Royal League gegen Odense BK im Elfmeterschießen gescheitert, führte er den Klub zum Ende der Spielzeit 2007 mit zehn Saisontoren zum vierten Tabellenplatz. Zudem erzielte er vier Tore auf dem Weg ins Pokalendspiel. Beim 2:0-Erfolg über den FK Haugesund durch einen Doppelpack von Olivier Occean saß er zunächst auf der Ersatzbank, ehe er ab der 58. Spielminute Magnus Myklebust ersetzte.
In der Spielzeit 2009 traf Sundgot erneut zweistellig, sein elftes Saisontor war zudem gleichzeitig sein hundertster Treffer für LSK in der Tippeligaen. Wenngleich ihm Anthony Ujah im folgenden Jahr vereinsintern den Rang als bester Torschütze ablief, verlängerte der Klub seinen Kontrakt nach Saisonende um zwei weitere Jahre. Im Sommer 2012 beendete Sundgot dann seine aktive Karriere, nachdem er in der letzten Saison zu keinem Einsatz mehr kam.

## Als Trainer
Sundgot begann seine Laufbahn 2016/17 als Assistenztrainer seines Heimatvereins IL Hødd. Anschließend war er vier Jahre lang in gleicher Position bei Lillestrøm SK tätig, im Sommer 2018 sogar kurzfristig als Interimstrainer des Klubs. Seit 2021 steht er als Co-Trainer bei Zweitligist Ullensaker/Kisa IL unter Vertrag.

## Erfolge
- Norwegischer Pokalsieger: 2007